# Крепкий (эсминец)
«Крепкий» — эскадренный миноносец (контрминоносец) типа «Лейтенант Бураков».

## История строительства
Корабль заложен в начале 1905 года на стапеле судоверфи «Форж и Шантье» (Forges et Chantiers de la Méditerranée) в Ла-Сене по заказу Морского ведомства России. 2 (15) апреля 1905 года зачислен в списки судов Балтийского флота, спущен на воду 24 августа (6 сентября) 1905 года, вступил в строй летом 1906 года. 27 сентября (10 октября) 1907 года официально причислен к подклассу эскадренных миноносцев.

## История службы
В 1912—1913 годах «Крепкий» прошёл капитальный ремонт. Принимал участие в Первой мировой войне, нёс дозорную и конвойную службу, участвовал в постановке минных заграждений, противолодочной обороне. С 25 октября (7 ноября) 1917 года в состав Красного Балтийского флота, с 21 апреля 1921 года в составе Морских сил Балтийского моря. С 9 по 15 апреля 1918 года перешёл из Гельсингфорса в Кронштадт в ходе так называемого Ледового похода, после которого был выведен из боевого состава и сдан на хранение Кронштадтскому военному порту.
В 1920 году вновь введён в строй. С 21 марта по 12 мая 1922 года находился в распоряжении Финско-Ладожского отряда судов Морпогрохраны ОГПУ, с 20 мая — учебный эсминец. 27 декабря 1922 выведен из боевого состава и сдан к порту на хранение. 5 декабря 1924 передан Комгосфондов для разоружения, демонтажа и разделки на металл. 21 ноября 1925 года исключён из списков кораблей РККФ.

## Командиры
- Сарычев Алексей Васильевич (1907—1908 годы).
- Тыртов Дмитрий Дмитриевич (с 1910 года).
- Нилендер Виктор Вольфович.
- Тыртов Дмитрий Дмитриевич (1913—1914 года).
- Сохачевский Владимир Илларионович (1915—1916 годы).